# Borna (Saxe)
Pour les articles homonymes, voir Borna.
Borna est une ville de Saxe (Allemagne), située dans l'arrondissement de Leipzig, dans le district de Leipzig.
La ville est jumelée avec Étampes depuis 2000.

## Galerie

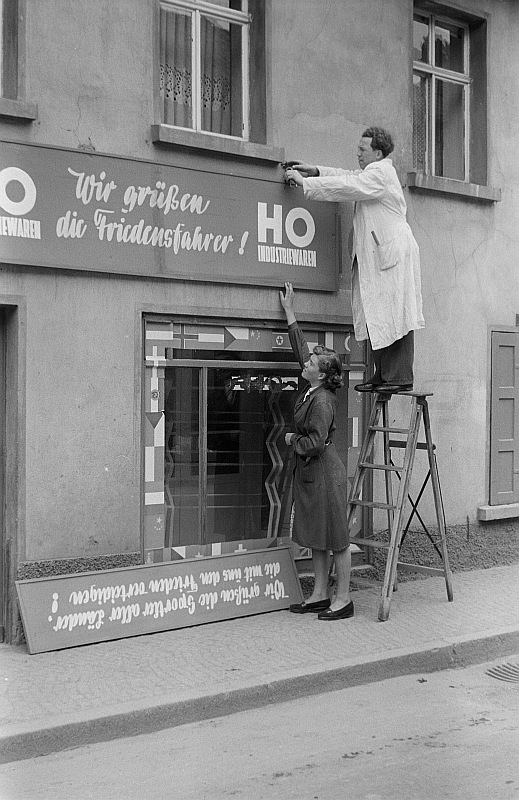
Employés d'HO (Handelsorganisation) décorant leur magasin avant une Course de la Paix. Borna, 1954. Photo de Renate et Roger Rössing.